# Masada d'en Gassol
La Masada d'en Gassol, o Masada d'en Gasol, també anomenada "Casa Gran", és un edifici d'estil colonial, construït el 1879, ubicat a Bítem, Tortosa (Baix Ebre).
Era propietat d'Isidre Gassol i Civit (1831-1917), un indià que va fer fortuna a Cuba i que quan va tornar a Catalunya va comprar el 3 de gener de 1879 diverses finques agrícoles d'unes 200ha en total. En elles es va fer construir aquesta casa, juntament amb altres edificacions per als treballadors, fins a esdevenir una autèntica colònia agrícola, tot seguint el mateix model que les colònies industrials. L'edifici principal és de planta quadrada, amb tot el perimetre envoltat per una porticada exterior a dos nivells. Disposa de soterrani, planta noble, planta pis i golfes. En el seu interior hi ha un pati central i s'hi poden trobar abundants pintures murales per totes les seves estances. Cada una les plantes té 465m2, i el total construït és de 1.810m2. Entre el 1935 i el 1936 la Generalitat de Catalunya va comprar la finca. El 1978 la finca tornà a mans de l'antiga propietat.
L'edifici de la Masada forma part del Catàleg d'Edificis i Conjunts Urbans i Rurals de caràcter històric, artístic i ambiental de la ciutat i municipi de Tortosa del 2007.
Juntament amb el Casino de Vinebre i la Villa Retiro de Xerta, són els únics exemples d'arquitectura colonial de les Terres de l'Ebre.